# خالكياهو بن شالوم

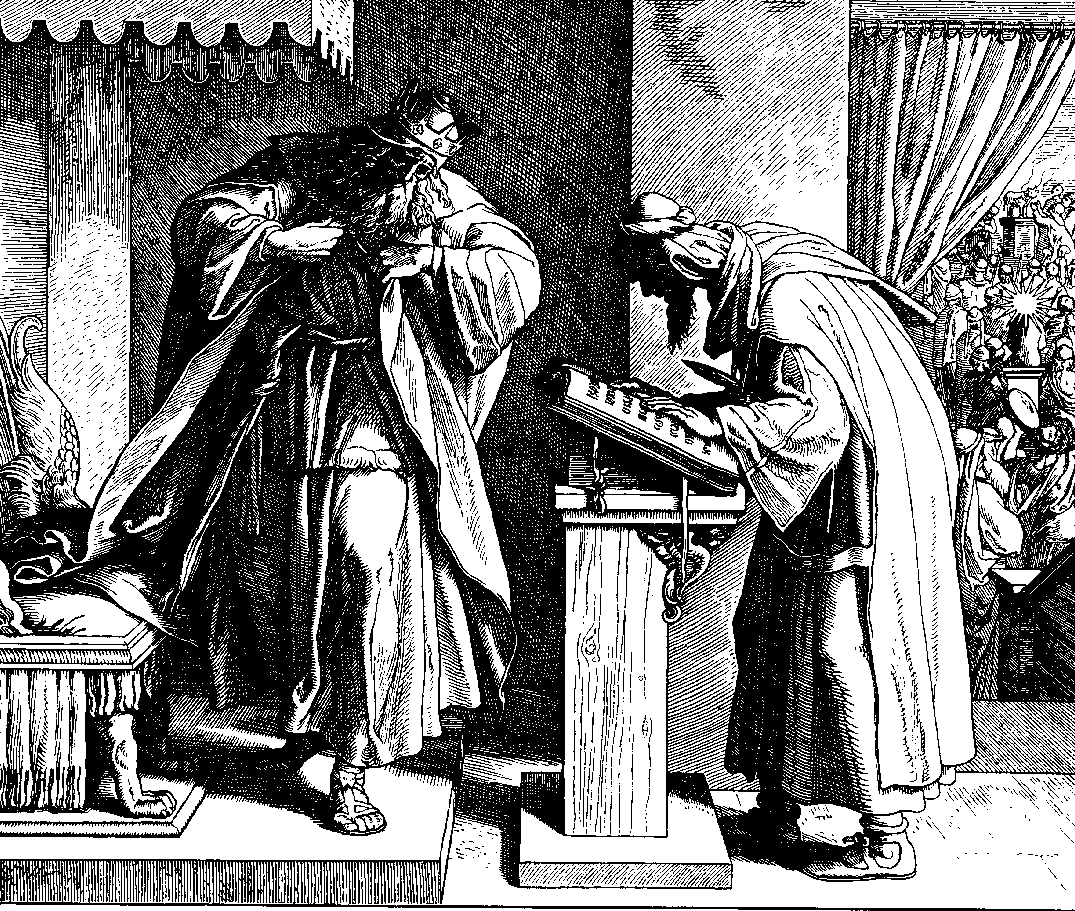
يوشيا يمزق ثيابه عند نزول سفر التوراة. رسم توضيحي بواسطة يوليوس شنور فون كرولسفيلد.

خالكياهو بن شالوم كان رئيس كهنة في زمن يوشيا ملك يهوذا من عشيرة الكهنة بني صادوق . وكان حلقيا هو من وجد سفر التوراة في الهيكل أثناء تفتيش الهيكل ، ولعب دورًا في إصلاحات يوشيا . ويظهر اسمه ودوره لأول مرة في سفر الملوك .  وهو جد عزرا الكاتب . 
خالكياهو هو جزء من قائمة مكونة من 53 شخصية كتابية ، تم تأكيدها في الأبحاث الأثرية كشخصيات تاريخية.  

## عمله
أدار خالكياهو أعمال تقوية وإصلاح المعبد الأول ، وكان مسؤولاً عن تطهيره وتجديده. أثناء الأعمال "تم العثور" على "كتاب التوراة" في الهيكل ، وتم تسليم أجزاء منه إلى الكاتب شافان الذي نقلها إلى الملك. أثار اكتشاف السفر هياجاً وقلقاً كبيراً لدى الملك، فأرسل وفداً من الوزراء إلى النبية ، ليعرف ماذا يفعل لإطفاء غضب الله ”أنه ولد فينا لأن آباءنا لم يسمعوا بكلمات هذا الكتاب ليعملوا حسب كل ما هو مكتوب فينا”  . يُذكر أن خالكياهو الكاهن هو أول الشخصيات المهمة التي شاركت في حملة الملك إلى خلدة النبية .
وبعد اكتشاف السفر، تم الإصلاح الذي قام به يوشيا ، حيث دمر يوشيا جميع الأماكن المرتبطة بالعبادة الوثنية في مملكته، وألغى عبادة الله على المنابر المخصصة لذلك، وركز العبادة في أورشليم .وبحسب التفسير التقليدي، فإن كتاب التوراة الذي عثر عليه هالكياهو الكاهن هو كتاب التوراة الذي يضم الخماسي الخمسة للتوراة، وجاءت الإثارة الكبيرة عقب اكتشافه لأنه كتاب التوراة الوحيد الذي نجا بعد زمن آحاز ومنسى أو لأنه سفر التوراة الذي كتبه موسى نفسه؛  يرى نقد الكتاب المقدس أن هذه هي الطبعة الأولى من سفر التثنية ، والتي كتبت قرب اكتشاف الكتاب، والتي استخدمها يوشيا في ترميم المنزل. ويدعي هؤلاء الباحثون أن المدرسة التثنية (شبه العقائدية) تطورت بعد هذا الاكتشاف. 
وفي سفر اخبار الايام تم تضمين من شالكياهو في قائمة "ولاة بيت الله" أثناء عيد الفصح . ويأتي في هذه القائمة أولاً، وهو ما يدل على مكانته الرفيعة. وبحسب قوائم نسب أبناء هرون في كتاب اخبار الايام' هو والد خالكياهو شالوم. كما ورد ذكر خلقيا بن شالوم في كتاب عزرا .

وفي التنقيب الأثري الذي أجري في مدينة داود، تم العثور على ختم مختوم عليه "حنان بن هالكيو الكاهن" وختم باسم كاهن اسمه عزاريا بن هالكيو. وفي إسناد أبناء هارون في سفر أخبار الأيام، جاء أن ابن خلقية بن شالوم وخليفته هو عزريا، وبالتالي يتبين أن الفقاعة الثانية تشير إليه، أما حنان فهو ابن آخر لخلقية الذي يبدو أنه خدم إلى جانب والده. كتب الحاخام ديفيد كمحي (هرداك) باسم والده الحاخام يوسف قمخي (حريكام)، أن خالكياهو بن شالوم هو خالكياهو والد إرميا النبي

## أنظر أيضا
- العثور على كتاب التوراة في أيام يوشيا
- إصلاح يوشيا
- الأرنب الكاتب